# Chapelle Italienne
La chapelle Italienne (en anglais : Italian Chapel) est une chapelle catholique édifiée sur l'île de Lamb Holm dans les Orcades, au Royaume-Uni, par des prisonniers de guerre italiens pendant la Seconde Guerre mondiale.

## Description

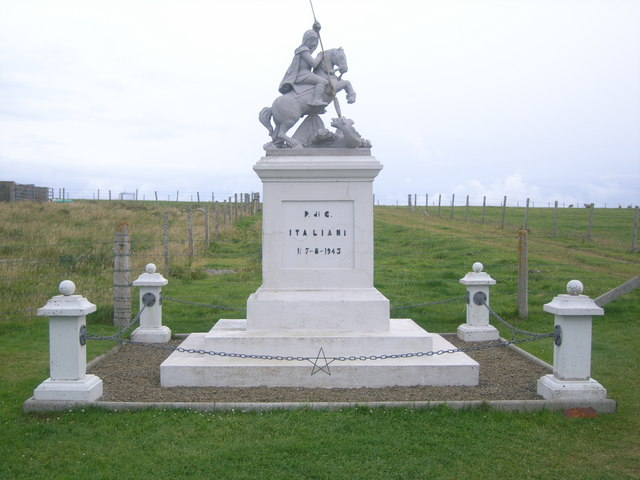
Monument aux prisonniers de guerre italiens hors la chapelle, avec une statue de Saint Georges et le Dragon.

La chapelle Italienne s'élève près de la côte nord de Lamb Holm, une petite île des Orcades située entre Mainland (au nord) et Burray (au sud), à 10 km au sud-ouest de Kirkwall, la capitale de l'archipel.
La chapelle en elle-même est composée de deux huttes Nissen — des structures préfabriquées demi-cylindriques en acier — mises bout-à-bout. Une façade en béton peinte en blanc, rehaussée de rouge, est plaquée contre l'entrée ; elle est percée de deux fenêtres étroites et terminées par un arc brisé. Deux colonnes doriques supportent un fronton, lequel comporte un médaillon d'argile rouge représentant la tête du Christ. La façade est surmontée d'un petit clocher, lequel est terminé par une croix celtique en fonte.

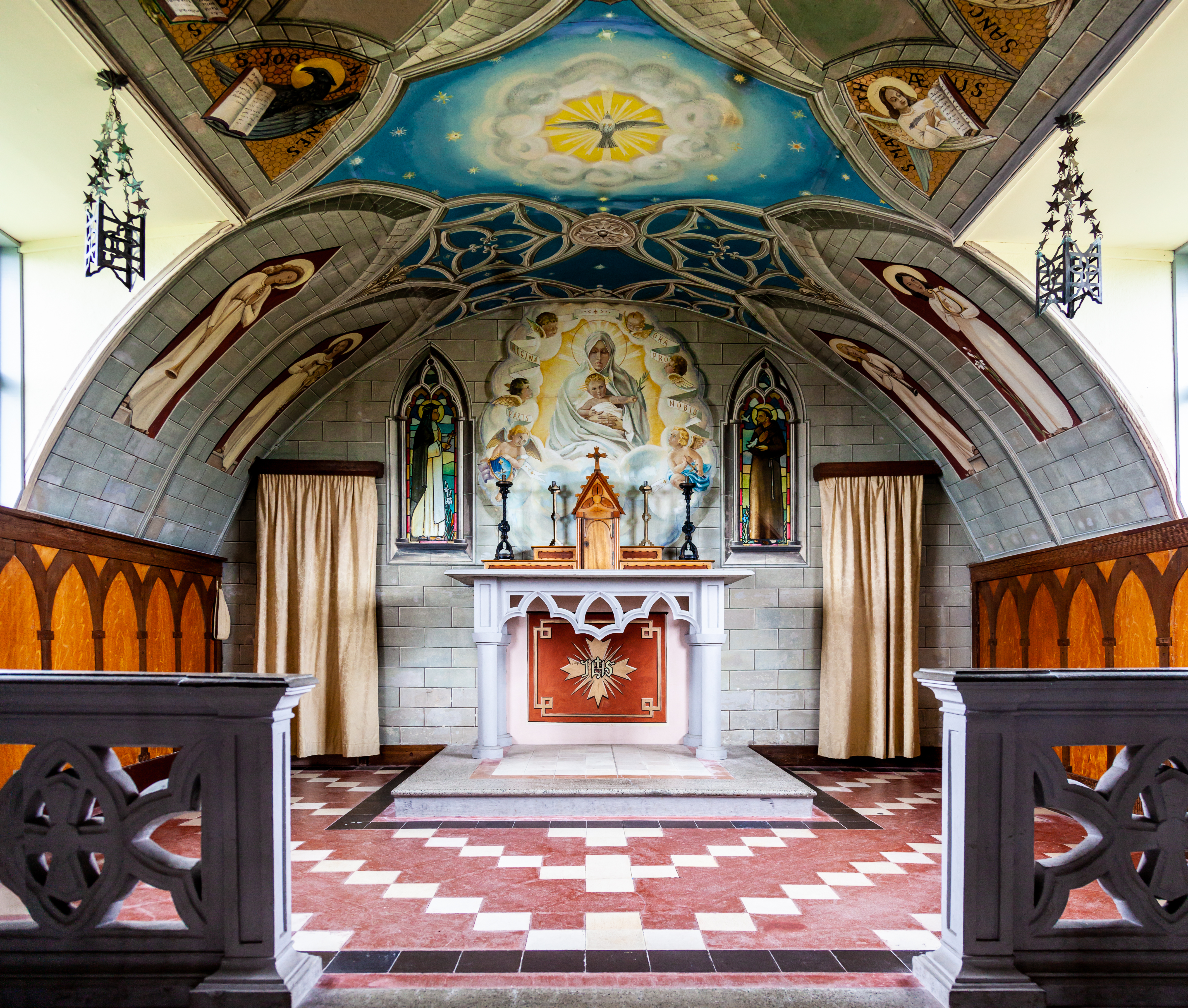
Intérieur de la chapelle.

L'intérieur est éclairé par quatre fenêtres, percées dans les huttes. Afin d'en masquer la tôle ondulée, celles-ci sont recouvertes de plaques de plâtre peintes. L'autel et le bénitier sont réalisés en béton, la clôture d'autel en fer forgé et le tabernacle en bois provenant d'une épave. En août 2014, trois de ces plaques sont dérobées sans que le responsable soit identifié. Elles sont remplacées au mois d'octobre suivant.
Hors la chapelle, se trouve un monument aux prisonniers de guerre italiens, inauguré le 7 août 1943, surmonté par une statue de Saint Georges et le Dragon.

## Historique

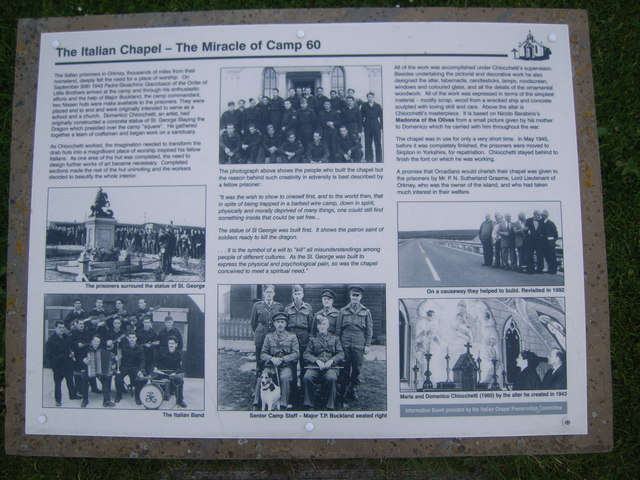
Panneau d'information sur le site

### Construction
En 1942, 550 prisonniers de guerre italien, capturés en Afrique du Nord pendant la Seconde Guerre mondiale, sont amenés dans les Orcades. Ils y construisent les barrières de Churchill, quatre chaussées destinées à empêcher l'accès du Scapa Flow aux sous-marins allemands. Deux cents prisonniers sont basés dans le camp 60 sur Lamb Holm. Grâce à la reddition de l'Italie, la condition des prisonniers s'améliore ; ils réclament alors un lieu de prière. Le major T. P. Buckland, nouveau commandant du camp 60, et le père Giacobazzi, prêtre du camp, se mettent d'accord sur sa construction.
La chapelle est construite à partir de matériaux limités par les prisonniers, en dehors de leurs heures de travail sur les barrières. Deux huttes Nissen sont jointes, leur intérieur en tôle ondulé est recouvert de plaques de plâtre, l'autel et sa clôture sont fabriqués à partir de rebuts du chantier des barrières ; une façade est construite en béton, masquant la forme des huttes et faisant ressembler l'édifice à une véritable église. La majorité de la décoration intérieure est réalisée par Domenico Chiocchetti, un prisonnier de Moena. Il peint le sanctuaire à l'extrémité de la chapelle.
En septembre 1944, les prisonniers de guerre italiens sont rapatriés. Chiocchetti reste cependant sur l'île afin de terminer la chapelle.

### Protection
En 1958, un comité de protection de la chapelle est monté par un groupe d'habitants des Orcades. En 1960, Chiocchetti retourne dans l'archipel afin d'aider à la restauration de l'édifice. Il y retourne en 1964. En 1987, la chapelle devient un monument classé de catégorie A. En 1992, d'anciens prisonniers de guerre y commémorent le cinquantième anniversaire de leur arrivée sur l'île. Chiocchetti est trop malade pour faire le déplacement ; il meurt en 1999.
Le tabernacle est toujours utilisé comme chapelle et l'édifice est une attraction touristique importante, recevant plus de 100 000 visiteurs chaque année. La chapelle est l'un des symboles de réconciliation les plus connus dans les îles Britanniques.